# Märta Tikkanen
Märta Tikkanen (ur. 3 kwietnia 1935 w Helsinkach) – fińsko-szwedzka pisarka.
W 1958 ukończyła studia na Uniwersytecie w Helsinkach, później pracowała jako dziennikarka i nauczycielka szwedzkiego. Jej mężem był Henrik Tikkanen. Jest autorką realistycznych powieści z życia kobiet, m.in. Saga o miłości stulecia (1978, wyd. pol. 1996) i Sprawy intymne (1996, wyd. pol. 1998), a także dramatów i scenariuszy filmowych.